# Gens Fabrícia
La gens Fabrícia (en llatí Fabricia gens) va ser una gens romana originària probablement de la ciutat d'Aletrium al país dels hèrnics on el cognom Fabrici o la família Fabricii apareix encara al segle i aC i són mencionats per Ciceró.
El primer membre de la família que trobem a la història va ser Gai Fabrici Luscí que es va distingir en la guerra contra Pirros de l'Epir, quan els hèrnics es van revoltar contra Roma, però Aletrium, Feretium i Verulae van seguir fidels a Roma, i van poder conservar la seva pròpia constitució. Gai Fabrici Luscí va ser probablement el primer de la família que va abandonar el seu lloc de naixement i es va establir a Roma. A part d'aquest Fabrici, els altres membres de la família, i els seus descendents, tot i instal·lats a Roma, no van tenir mai càrrecs de responsabilitat, se suposa que perquè les gens patrícies i plebees romanes van impedir que pugessin dins la societat romana.
L'únic cognomen que se sap que van portar és el de Luscí (Luscinus) durant la república, i el de 'Veientó (Veiento) a l'imperi. Hi ha uns quants Fabrici sense cognomen.